# Jörg Emmerich
Jörg Emmerich (ur. 9 marca 1974 w Halle) – niemiecki piłkarz. Obecnie jest dyrektorem sportowym w klubie Chemnitzer FC. Ma na swoim koncie 142 mecze (wszystkie w barwach Erzgebirge Aue) i 11 goli w 2. Bundeslidze.